# Campeonato Panamericano de Judo de 2002
El XXVII Campeonato Panamericano de Judo se celebró en Santo Domingo (República Dominicana) entre el 8 y el 10 de noviembre de 2002 bajo la organización de la Unión Panamericana de Judo.
En total se disputaron dieciocho pruebas diferentes, nueve masculinas y nueve femeninas.

## Resultados

### Masculino
| Evento            | Oro                            | Plata                               | Bronce                                                                     |
| ----------------- | ------------------------------ | ----------------------------------- | -------------------------------------------------------------------------- |
| –55 kg            | Javier Guédez · Venezuela      | Boris López · Ecuador               | Adriano Yamamoto · Brasil · Félix Franco · República Dominicana            |
| –60 kg            | Taylor Takata Estados Unidos   | Modesto Lara · República Dominicana | Miguel Albarracín · Argentina · Leonides Mena · Cuba                       |
| –66 kg            | Yordanis Arencibia · Cuba      | Henrique Guimarães · Brasil         | Alex Ottiano · Estados Unidos · Juan Carlos Jacinto · República Dominicana |
| –73 kg            | Chuck Jefferson Estados Unidos | Luiz Camilo · Brasil                | Rubert Martínez Texidor · Cuba · Jean-François Marceau · Canadá            |
| –81 kg            | Ariel Sganga Argentina         | Gabriel Arteaga · Cuba              | Flávio Canto · Brasil · Rick Hawn · Estados Unidos                         |
| –90 kg            | Yosvane Despaigne · Cuba       | Brian Olson Estados Unidos          | José Vicbart Geraldino · República Dominicana · Gabriel Lama · Chile       |
| –100 kg           | Nicolas Gill · Canadá          | Oreidis Despaigne · Cuba            | Luciano Corrêa · Brasil · Michael Barnes · Estados Unidos                  |
| +100 kg           | Daniel Hernandes · Brasil      | Rigoberto Trujillo · Cuba           | Trevor McAlpine · Canadá · John Serbin · Estados Unidos                    |
| Categoría abierta | Daniel Hernandes · Brasil      | Rigoberto Trujillo · Cuba           | Joel Brutus Haití Luiz Maroul Honduras                                     |

### Femenino
| Evento            | Oro                                  | Plata                          | Bronce                                                               |
| ----------------- | ------------------------------------ | ------------------------------ | -------------------------------------------------------------------- |
| –44 kg            | Yarelis Suero · República Dominicana | Xóchitl Arauz · Nicaragua      | Erika Damasceno · Brasil · Johanna Brizuela · Venezuela              |
| –48 kg            | Suislay Jay · Cuba                   | Carolyne Lepage · Canadá       | Taciana Lima · Brasil · Lisseth Orozco · Colombia                    |
| –52 kg            | Amarilis Savón · Cuba                | Charlee Minkin Estados Unidos  | Kátia Maia · Brasil · Aminata Sall · Canadá                          |
| –57 kg            | Yurisleidy Lupetey · Cuba            | Tânia Ferreira · Brasil        | Michelle Buckingham · Canadá · Ellen Bernice Wilson · Estados Unidos |
| –63 kg            | Anaisis Hernández Sarriá · Cuba      | Érica Moraes · Brasil          | Roxana García Puerto Rico Daniela Krukower Argentina                 |
| –70 kg            | Sibelis Veranes · Cuba               | Marie-Hélène Chisholm · Canadá | Cristina Sebastião · Brasil · Elizabeth Copes · Argentina            |
| –78 kg            | Yurisel Laborde · Cuba               | Rosângela Conceição · Brasil   | Jacynthe Maloney · Canadá · Jill Collins · Estados Unidos            |
| +78 kg            | Daima Beltrán · Cuba                 | Vanessa Zambotti · México      | Carmen Chalá · Ecuador · Olia Berger · Canadá                        |
| Categoría abierta | Daima Beltrán · Cuba                 | Giovanna Blanco · Venezuela    | Rosângela Conceição · Brasil · Vanessa Zambotti · México             |

## Medallero
| Núm. | País                 | Oro | Plata | Bronce | Total |
| ---- | -------------------- | --- | ----- | ------ | ----- |
| 1    | Cuba                 | 10  | 4     | 2      | 16    |
| 2    | Brasil               | 2   | 5     | 8      | 15    |
| 3    | Estados Unidos       | 2   | 2     | 6      | 10    |
| 4    | Canadá               | 1   | 2     | 6      | 9     |
| 5    | República Dominicana | 1   | 1     | 3      | 5     |
| 6    | Venezuela            | 1   | 1     | 1      | 3     |
| 7    | Argentina            | 1   | 0     | 3      | 4     |
| 8    | Ecuador              | 0   | 1     | 1      | 2     |
| 8    | México               | 0   | 1     | 1      | 2     |
| 10   | Nicaragua            | 0   | 1     | 0      | 1     |
| 11   | Chile                | 0   | 0     | 1      | 1     |
| 11   | Colombia             | 0   | 0     | 1      | 1     |
| 11   | Haití                | 0   | 0     | 1      | 1     |
| 11   | Honduras             | 0   | 0     | 1      | 1     |
| 11   | Puerto Rico          | 0   | 0     | 1      | 1     |
|      | TOTAL                | 18  | 18    | 36     | 72    |